# Emily Vontz
Emily Vontz (née le 15 octobre 2000 à Merzig) est une femme politique allemande (SPD). Elle est membre du Bundestag depuis le 1er janvier 2023. Depuis, elle est la plus jeune députée du pays.

## Biographie
Vontz a grandi à Losheim am See. Après après avoir passé son Abitur au Hochwald-Gymnasium de Wadern, elle a fait du volontariat au Goethe-Institut de Bordeaux avant de commencer des études de sciences politiques et de français à l'Université de Trèves en 2021. De la mi-2020 jusqu'à son entrée au Bundestag, elle a travaillé pour le groupe parlementaire SPD au Landtag de Sarre en tant que stagiaire.
Vontz est catholique et vit à Losheim am See.

## Vie politique
Emily Vontz est membre des Jusos depuis 2017 et membre de la SPD depuis 2018. Depuis 2017, elle est présidente des Jusos dans l'arrondissement de Merzig-Wadern. Depuis 2019, elle est présidente de la fédération SPD de Niederlosheim . De septembre 2022 à l'été 2023, elle a été présidente de l'association régionale des Jusos en Sarre, dont elle était auparavant membre. Elle est également membre du conseil communal de Niederlosheim.
Lors des élections fédérales de 2021, Vontz s'est présentée à la quatrième place sur la liste du SPD en Sarre, mais a d'abord manqué son entrée au Bundestag. Le 1er janvier 2023, elle remplace Heiko Maas au Bundestag. Depuis, elle est devenue la plus jeune députée du 20e Bundestag allemand.
Vontz ne se présentera pas aux élections fédérales de 2025 afin de poursuivre ses études.